# Asshole (Sebadoh)
Asshole è un extended play della band statunitense Sebadoh, pubblicato nel 1990.

## Tracce
1. Pig (Coward) (Lou Barlow)
2. Hung Up (Lou Barlow)
3. Slow To Learn (Lou Barlow)
4. Untitled (Lou Barlow)
5. Julienne (Eric Gaffney)
6. Violent Elements (Eric Gaffney)
7. Attention (Eric Gaffney)
8. Your Long Journey (Arthel Lane Watson)

## Formazione
- Lou Barlow: chitarra e voce
- Eric Gaffney: batteria, chitarra (n. 8)
- Jason Loewenstein: basso (n. 7)
- Julie Talon: voce (n. 8)